# Alessandro Antonelli
Alessandro Antonelli (14. července 1798, Ghemme – 18. října 1888, Turín) byl italský architekt. Jeho nejznámějšími stavbami jsou Mole Antonelliana v Turíně, která nese jeho jméno, a dva chámy v Novaře, tamní katedrála a basilika sv. Gaudencia.

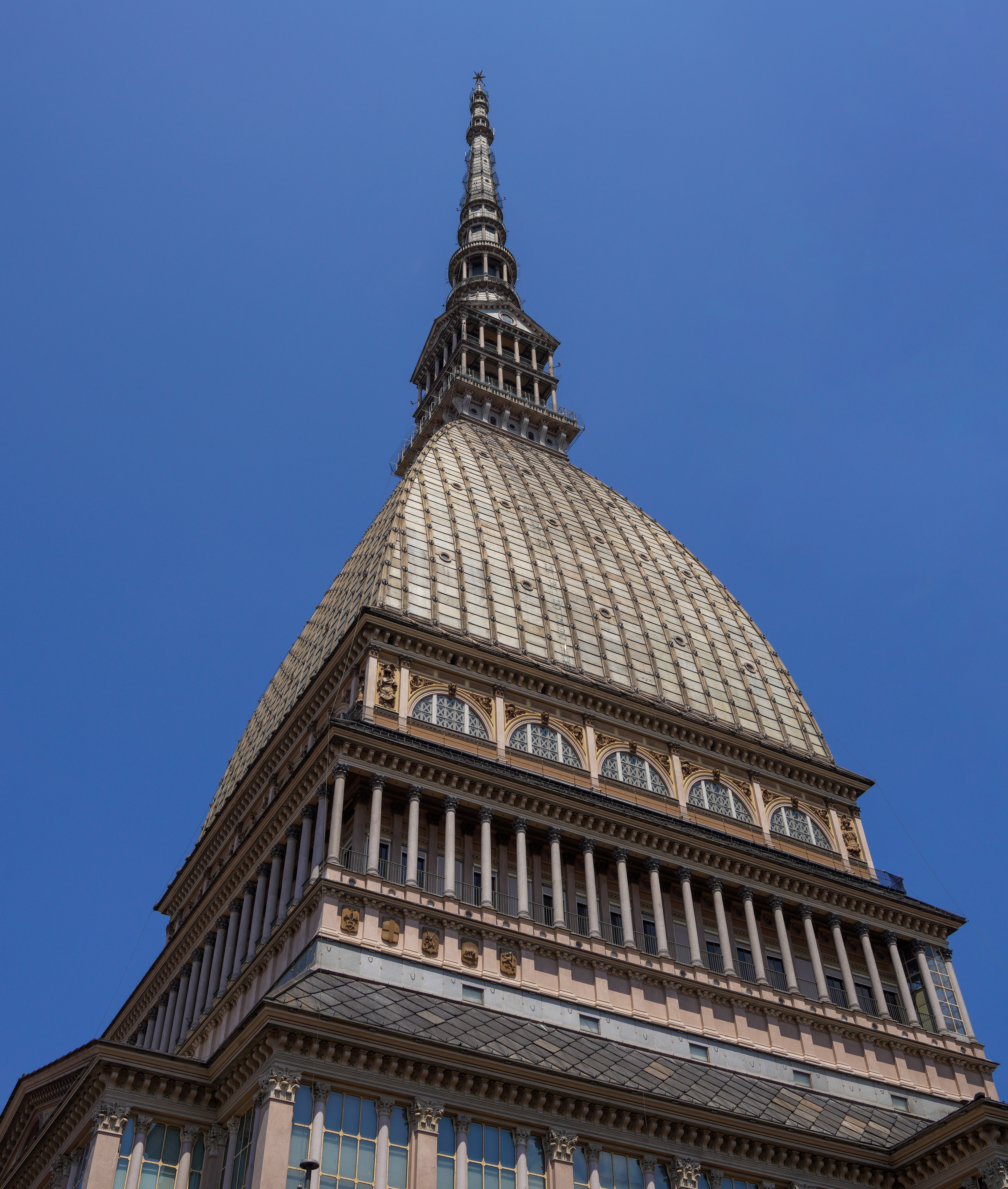
Alessandro Antonelli: Kupole Mole Antonelliana, Turín

Antonelli studoval v Miláně a Turíně. Poté, co vyhrál architektonickou soutěž pořádanou Accademia Albertina, odešel roku 1828 do Říma studovat deskriptivní geometrii. Vytvořil si ideál funkční architektury. V letech 1836 až 1857 sídlil v Turíně, kde rovněž vyučoval architekturu. Účastnil se italského politického života, byl i poslancem.